# Chrysler Cirrus
Chrysler Cirrus – samochód osobowy klasy średniej produkowany przez amerykańską markę Chrysler w latach 1994 – 2000.

## Historia i opis modelu

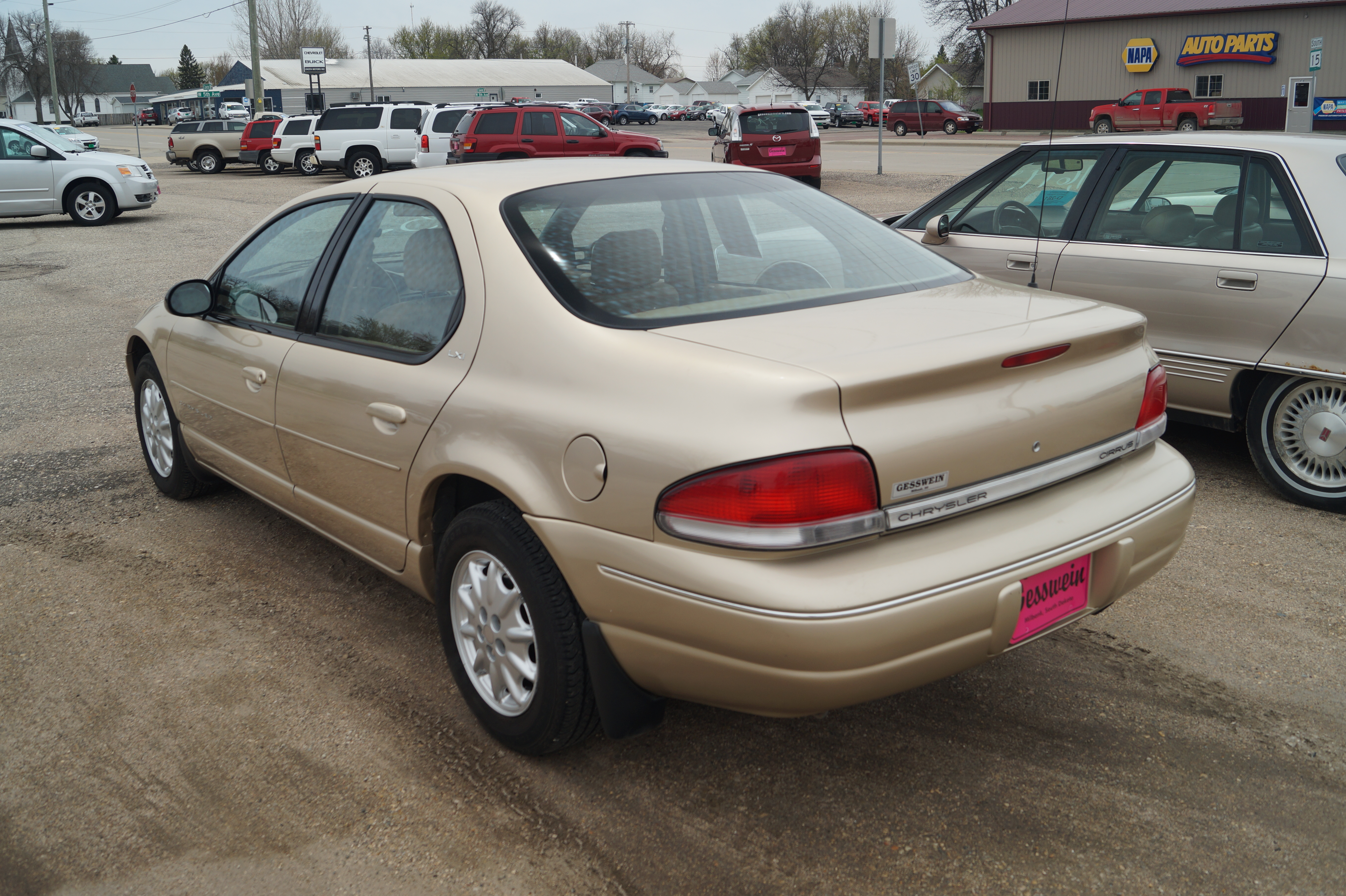
Chrysler Cirrus - tył

W połowie 1994 roku koncern Chrysler zaprezentował nową generację średniej wielkości bliźniaczych sedanów zbudowanych na nowej platformie Chrysler JA platform. Poza modelami Dodge Stratus i Plymouth Breeze, najdroższym i najlepiej wyposażonym wariantem z tej trójki modeli został model Chryslera o nazwie Cirrus.
W dotychczasowej ofercie marki zastąpił on model LeBaron w wersji sedan. Samochód zachowano w futurystycznej, jak na połowę lat 90., koncepcji stylistycznej. Charakterystycznym elementem była smukła, zaokrąglona sylwetka z nisko poprowadzonym dachem i dużą powierzchnią szyb.
W 1995 roku samochód zdobył tytuł North American Car of the Year.
Do napędu dostępne były silniki 2,4 l R4 oraz 2,5 l V6. Moc przenoszona była na oś przedni poprzez 4-biegową automatyczną skrzynię biegów. Został zastąpiony przez model Sebring.

### Silniki
- L4 2.0l A588
- L4 2.4l EDZ/EY7
- L4 2.4l EDV/EDT
- V6 2.5l 6G73

### Dane techniczne

#### LX[4]
- R4 2,4 l (2429 cm³), 4 zawory na cylinder, DOHC
- Średnica × skok tłoka: 87,50 mm × 101,00 mm
- Stopień sprężania: 9,4:1
- Moc maksymalna: 152 KM (111,9 kW) przy 5200 obr./min
- Maksymalny moment obrotowy: 227 N•m przy 4000 obr./min

#### LXi[5]
- V6 2,5 l (2497 cm³), 4 zawory na cylinder, DOHC
- Układ zasilania: wtrysk
- Średnica × skok tłoka: 83,50 mm × 76,00 mm
- Stopień sprężania: 9,4:1
- Moc maksymalna: 170 KM (125,3 kW) przy 5800 obr./min
- Maksymalny moment obrotowy: 230 N•m przy 4350 obr./min